# 夔安
夔 安（き あん、? - 340年）は、五胡十六国時代後趙の武将。石勒十八騎の一人。天竺の出身。

## 経歴
天竺に生まれたが、ある時期を境に遼東へ移り住んだという。
305年頃、傭兵稼業を行っていた石勒に合流して共に群盗となり、各地を荒らし絹や宝玉を略奪して回った。
以後も石勒に仕え、309年には爪牙に任じられた。その後、中堅将軍に昇進した。
312年2月、石勒は葛陂に駐屯していたが、江南に割拠する琅邪王司馬睿（後の東晋の元帝）はこれを討伐するため、兵を寿春に集結させた。当時3か月にわたって長雨が降り続き、石勒軍は飢餓と疫病により兵の大半を失い、戦どころではなかった。そのため、夔安は石勒へ、高所に移動して雨水を避けるよう進言したが、石勒は「将軍は何を怯えているのか！」と叱責を受けた。結局、石勒は葛陂から撤退して活動拠点を北へ移した。
12月、幽州刺史王浚は石勒へ備えるため、数万の兵を擁して苑郷に拠点を構えていた游綸・張豺を仲間に引き入れた。石勒の命により、夔安は支雄を始めとした6将と苑郷攻撃へ向かい、城の外壁を撃ち破った。この隙をついて王浚は督護王昌や段部の段疾陸眷・段末波・段匹磾・段文鴦らに5万余りの兵を与え、石勒の本拠地襄国を強襲した。だが、段疾陸眷らは張賓・孔萇らの計略に嵌って大敗を喫し、軍を撤退させた。張豺らは段疾陸眷の敗北を知ると、夔安らに投降した。
後に左司馬に任じられた。
330年2月、石勒が趙天王に即位すると、夔安は尚書に任じられた。その後、鎮軍将軍を加えられた。
333年7月、石勒が崩御して石弘が即位すると、政治の実権は石虎が握るようになった。8月、夔安は石虎により領左僕射に任じられた。
334年11月、石虎が石弘を殺害して居摂趙天王を称すと、夔安は侍中・太尉・尚書令に任じられた。その後、さらに太保に移った。
337年1月、夔安は文武の群臣500人を伴って入宮し、皇帝へ即位するよう石虎へ上奏した。これを受け、石虎は殷・周の制度を根拠に大趙天王を称した。夔安らが宮殿に入ろうとした時、庭燎の油が下盤へこぼれてしまい、これを浴びたことで7人が亡くなった。石虎はこれに激怒し、責任者の左校令成公段を閶闔門において腰斬に処した。
ある時、武郷県社城からの移民である韓彊は玄玉璽を発見した。その大きさは1方が4寸7分あり、亀紐には金文が施されていた。韓彊は鄴に詣でると、石虎にこれを献上した。これにより韓彊は騎都尉を拝命し、その一門は税を免じられた。これを聞いた夔安は再び群臣と共に「臣らは謹んで案じます。大趙は水徳であり、玄亀というのは水の精であります。また、玉というのは石の宝であります。7分というのは7政を象徴し、4寸というのは4極をなぞらえているのです。これは昊天が命を成したものであり、躊躇してその命に違ってはなりません。そこで、すぐさま史官に吉日を選ばせ、礼儀を備えるべきです。昧死して皇帝の尊号を称する事を申し上げます」と勧めた。石虎は下書して「過ぎたる褒美が繰り返され、猥りに推逼されているように見える。増えるを見るに恥じ入るばかりであり、我の望む所ではない。速やかにその議を止めるように。今、東から告始（始まりを告げる兆し）が作られたというのも、京城の内外の事ではない。慶を表する事はない」と述べた。
339年8月、東晋の荊州刺史庾亮が武昌を鎮守するようになると、配下の毛宝・樊峻に邾城へ出鎮させて北伐の拠点としたので、石虎はこれを患った。その為、夔安は大都督に任じられると、石鑑・石閔・李農・張賀度・李菟の5将軍を従え、5万の歩兵で荊州・揚州北辺に、2万の騎兵で邾城に侵攻させた。毛宝は庾亮に救援を要請したが、庾亮は城を固く守って動かなかった。
9月、石閔は沔陰において東晋軍を破り、将軍蔡懐の首級を挙げた。夔安は李農と共に沔南を攻め落とし、石宣配下の将軍朱保は白石において東晋軍を破り鄭豹・談玄・郝荘・随相・蔡熊の5将を討ち取った。張賀度は邾城を攻め落とし、6千人を討ち取った。毛宝・樊峻は包囲を突破して逃走したが、長江において溺死した。夔安は軍を進めて胡亭へ至ると、江夏へ侵攻し、将軍黄沖・義陽郡太守鄭進を尽く降した。夔安はさらに進んで石城を包囲すると、竟陵郡太守李陽に防衛を破りって城を攻め落とし、5千人余りの首級を挙げた。その後、夔安は軍を撤退させると、漢東で略奪して7千戸余りを手に入れ、幽州・冀州へ移住させた。
340年9月、この世を去った。